# Jacques Plumain
Pour les articles homonymes, voir Plumain.
 (janvier 2010).
Si vous disposez d'ouvrages ou d'articles de référence ou si vous connaissez des sites web de qualité traitant du thème abordé ici, merci de compléter l'article en donnant les références utiles à sa vérifiabilité et en les liant à la section « Notes et références ».
Jacques Plumain (né le 14 août 1973, également surnommé le Fantôme de Kehl) est un tueur en série français qui a sévi en Allemagne et en France entre octobre 1999 et mai 2000, où il aurait fait au moins 4 victimes (dont l'une a survécu). Il a également été soupçonné de deux autres meurtres, commis en janvier et juillet 1999, pour lesquels il a bénéficié d'une ordonnance de non-lieu.
Jacques Plumain a été condamné en France le 3 juin 2005 à 30 ans de réclusion criminelle, ; en appel  il a été condamné à la réclusion criminelle à perpétuité assortie d'une peine de sûreté de 20 ans,.

## Biographie

### Jeunesse
Jacques Plumain est né le 14 août 1973 en Guadeloupe. Il naît dans une fratrie de six enfants et d'un père inconnu. Durant son enfance, il vit avec sa mère, qu'il décrit comme étant "autoritaire" et "invivable". Il réside en Guadeloupe, jusqu'à la fin des années 1980.
En 1989, à 16 ans, Jacques Plumain quitte la Guadeloupe pour s'installer à Strasbourg, début 1990. C'est au cours des années 1990, qu'il commence à fréquenter les boîtes de nuit et qu'il multiplie les conquêtes amoureuses. Il part servir en Yougoslavie, en 1994. Durant ses permissions pour revenir à Strasbourg, Plumain reprend ses «activités de séducteur», en 1996 et 1997,.
En 1998, cependant, Jacques Plumain semble perdre peu à peu de son charme, sans qu'il ne le comprenne réellement ; le jeune homme voyant se faire refuser plusieurs relations. Plumain semble alors affecté et relate le comportement de sa mère, vis-à-vis de ces femmes refusant ses avances.

### Premiers meurtres attribuables à Plumain
En janvier 1999, à Tuttligen, la police criminelle allemande est mobilisée sur un assassinat commis dans la région : celui d'une jeune femme de 23 ans. La victime est la première d'une longue série et l'assassinat pourrait également être lié à Jacques Plumain, bien qu'aucun élément à charges ne puisse l'incriminer à ce jour. Toujours militaire au moment des faits, Jacques Plumain achève son contrat en février 1999.
Le 25 juillet 1999, Sylvia Hironimus, 30 ans, est découverte morte dans l'arrière-cour d'un immeuble strasbourgeois. Jacques Plumain n'est pas non plus inquiété pour ce meurtre. Au moment des premiers faits, Plumain n'a pas d'antécédent judiciaire et aucune premières affaires ne permettent d'aboutir à son arrestation.
Le 28 juillet 1999, cependant, Jacques Plumain agresse une autre jeune femme, qui le reconnaît et entraîne son arrestation deux jours plus tard. Il part en prison. Bien qu'il nie les faits, il est condamné à un an de prison ferme mais fait appel de son jugement du tribunal correctionnel. En prison, Plumain demande une remise en liberté, qu'il obtient pour manque de preuves et d'éléments à charges. Jacques Plumain est remis en liberté le 5 octobre 1999.

### Le "Fantôme de Kehl"
Le 11 octobre 1999, Hatice Celik, une jeune femme turque de 22 ans, est agressée à Kehl dans la cour d'une maison de retraite vers 4 h du matin. Jacques Plumain l'assomme par derrière puis la traine à l'abri des regards indiscrets. Il l'aurait ensuite poignardée puis égorgée avant de baisser sa culotte, sans pour autant commettre de viol. Il niera toujours ce meurtre et n'en sera jamais reconnu coupable lors de ses deux procès.
Le 23 novembre 1999, à 4h du matin, Barbel Zobel, une femme de 38 ans, est agressée à Kehl par Jacques Plumain, alors qu'elle sortait de chez elle pour aller travailler tôt. Plumain la frappe par derrière, mais Barbel Zobel parvient à appeler à l'aide ; c'est à ce moment-là que son mari intervient et Jacques Plumain s'enfuit. À la suite des deux affaires, la police judiciaire de Kehl décide d'effectuer des patrouilles de police.
Le 4 décembre 1999, vers 3h du matin, Jacques Plumain cherche une boîte de nuit, mais se perd dans des petits chemins de Kehl. Plumain aperçoit Gisela Dallmann, une retraitée de 66 ans, en train de distribuer des journaux. Jacques Plumain s'approche d'elle par derrière, mais, Gisela Dallmann ayant pris peur, Jacques Plumain plaque sa main contre la bouche de la retraitée, mais celle-ci la mord. Agacé, Jacques Plumain la tue en la frappant puis traîne son corps dans un coin isolé où il lui tranche la carotide et baisse sa culotte. Plumain met également son doigt dans le vagin de sa victime, afin de faire croire à un viol. Le corps de Gisela Dallmann est retrouvé au petit matin, dans l'arrière-cour d'un immeuble. À la suite de cette troisième affaire, la police de Kehl décide de surveiller la ville de fond en combles, afin de retrouver l'auteur des faits, qu'ils surnomment désormais Le Fantôme de Kehl, mais l'enquête n'aboutit pas. Jacques Plumain rentre en France, à Strasbourg.
Le 15 mai 2000 vers 21h, Jacques Plumain aborde Ursula Brelowski, 44 ans, dans la forêt de La Wantzenau près de Strasbourg. Jacques Plumain croise la route de l'enseignante, alors qu'elle fait du vélo. Plumain se jette sur Ursula et décide de la tuer, en raison de l'indisponibilité des femmes qu'il fréquente. Jacques Plumain frappe la jeune femme jusqu'à ce qu'elle perde connaissance, puis la traîne dans la forêt où il la poignarde à une douzaine de reprises (au torse, aux bras et aux jambes) avant de l'égorger. Le corps de la victime est retrouvé le 16 mai 2000, soit vingt heures après l'assassinat d'Ursula Brelowsky. A ce stade de l'enquête, la police française est, à plusieurs reprises infructueuses, contactée par celle de Kehl, avant qu'elle ne fasse un rapprochement avec les affaires de Kehl.

### Arrestation
Le 19 janvier 2001, Jacques Plumain est arrêté pour avoir agressé un automobiliste avec un sabre de samouraï. Il prétend qu'il avait un compte à régler avec cet automobiliste avec qui il s'était violemment disputé quelques mois plus tôt. À la suite de cela, Jacques Plumain est emprisonné pour tentative d'assassinat. Les enquêteurs, ayant d'énormes soupçons à l'égard de Plumain, ont également la conviction qu'il est le "Fantôme de Kehl".
Le 19 juin 2001, Jacques Plumain est interrogé. Lors de son interrogatoire sur les crimes commis, il avoue assez facilement et raconte par la même occasion que le soir du meurtre de Ursula Brelowski, il a cru reconnaître en la jeune femme une de ses connaissances. Ursula Brelowski dit à Plumain qu'il s'est manifestement trompé et selon Plumain, Brelowski lui aurait dit « Je n'ai pas de nègres dans mes relations ». Jacques Plumain aurait vu "rouge" et a frappé la femme jusqu'à ce qu'elle perde connaissance, puis l'a traînée dans la forêt où il l'a poignardée à une douzaine de reprises (au torse, aux bras et aux jambes) avant de l'égorger. Comme pour les précédentes victimes, il a baissé la culotte de Ursula Brelowski pour faire croire à un viol. Devant l'insistance de la famille de la victime, soucieuse de réhabiliter la mémoire de Brelowski, Jacques Plumain finira par avouer que sa victime n'avait en réalité jamais tenu les propos racistes qu'il prétendait être à l'origine de l'agression. Par ailleurs il avoue n'avoir jamais voulu tuer Barbel Zobel mais qu'il l'a agressée car il était en train de voler des pneus de vélo et qu'elle l'a surpris. En revanche, il nie toute implication dans le meurtre de la jeune turque Hatice Celik. Jacques Plumain est ainsi mis en examen pour les trois meurtres (bien qu'il nie farouchement celui de Hatice Célik) et la tentative de meurtre sur Barbel Zobel.
En juin 2002, alors que Jacques Plumain est en prison depuis 17 mois, il est de nouveau inculpé de meurtre : il est mis en examen pour le meurtre de Sylvia Hironimus, commis en juillet 1999. Il est mis en examen, mais sans aveux de sa part. L'assassinat en Allemagne, de janvier 1999, ne lui permet aucune inculpation ; faute de preuves et d'éléments à charges.

### Procès et condamnations
Le 24 septembre 2003, le procès de Jacques Plumain débute à la cour d'assises du Bas-Rhin à Strasbourg, pour la tentative de meurtre à coups de sabre sur l'automobiliste en janvier 2001. Il est condamné à 12 ans de réclusion criminelle.
Le 18 mai 2005, le procès de Jacques Plumain pour les assassinats, débute à la cour d'assises du Bas-Rhin. La défense de Plumain est assurée par Emmanuel Karm et Jean Guibert. Gioia Zirone est l'avocate de Barbel Zobel. Thomas Mutter est l'avocat de Marc Fisher, l'ex-compagnon d'Ursula Brelowski. Brice Raymondeau-Castanet est l'avocat général.
Jacques Plumain se montre froid, détaché et ne parle quasiment pas. Il est établi également que Plumain s'était inventé un personnage qu'il prénomme « Maïve » et que c'est ce Maïve (selon les termes de Plumain) qui aurait tué toutes ces femmes. Jacques Plumain déclare aussi qu'il a agressé Barbel Zobel en partie parce qu'elle ressemblait à sa propre mère.
Les avocats de la famille d'Ursula Brelowski affirment que cette dernière n'aurait jamais traité Plumain de « nègre » et qu'il a tué Ursula Brelowski uniquement par pulsion et non pour racisme.
Les experts psychiatres notent que Plumain est un mythomane, qu'il a une sexualité normale mais que le fait d'avoir agressé (sexuellement) ces femmes montre un désir d'avilissement pour ses victimes.
Le 3 juin 2005, Jacques Plumain est condamné à 30 ans de réclusion criminelle assortie d'une peine de sûreté de 20 ans. Il est acquitté du meurtre d'Hatice Celik. Le parquet fait appel de la décision.
Le 27 mars 2006, le procès en appel de Jacques Plumain débute à la cour d'assises du Haut-Rhin à Colmar.
Le 12 avril 2006, Plumain est à nouveau condamné à la réclusion criminelle à perpétuité assortie d'une peine de sûreté de 20 ans.
En mars 2008, Jacques Plumain bénéficie d'une ordonnance de non-lieu pour le meurtre de Sylvia Hironimus. Jacques Plumain purge toujours sa peine de réclusion criminelle à perpétuité, à ce jour. Jacques Plumain est libérable depuis janvier 2021.

## Documentaires télévisés
- « Jacques Plumain, le fantôme de Kehl » en septembre 2008 et janvier 2010 dans Faites entrer l'accusé présenté par Christophe Hondelatte sur France 2.
- « Le tueur des frontières » (premier reportage) dans « ... en Alsace-Lorraine » le 21 et 28 septembre et 6 octobre 2015 dans Crimes sur NRJ 12.

## Articles de presse
- « L'ombre d'un tueur en série sur Strasbourg » Article de Philippe Marchegay publié le 21 mai 2000 dans Le Parisien.